# 蔣其章
蔣其章（?—?），字子相，浙江省杭州府錢塘縣人，晚清政治人物。

## 生平
同治九年（1870年）庚午科舉人。曾为《申报》首任主笔。光緒三年（1877年），参加丁丑科殿試，登進士三甲第49名。同年五月，經吏部掣簽，授即用知縣。光绪五年（1879任）任敦煌县知县。